# Albany Devils

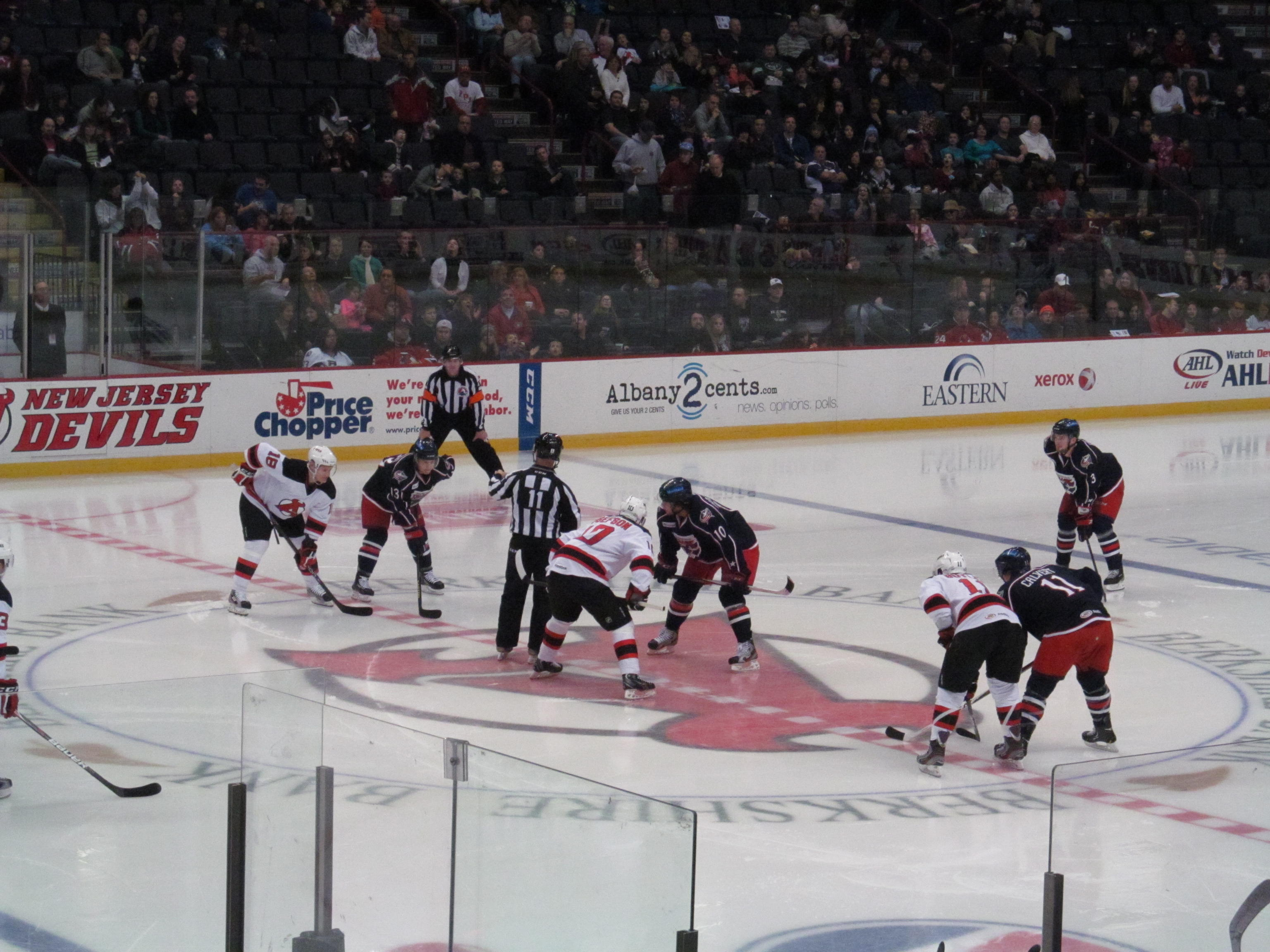
Bully bei einem Spiel gegen die Springfield Falcons

Die Albany Devils waren ein US-amerikanisches Eishockeyfranchise in Albany, New York. Es spielte von 2010 bis 2017 in der American Hockey League und fungierte dabei als Farmteam der New Jersey Devils.

## Geschichte
Die New Jersey Devils aus der National Hockey League siedelten im Anschluss an die Saison 2009/10 ihr bisheriges AHL-Farmteam, die Lowell Devils aus Lowell, Massachusetts, nach Albany, New York, um, wo sie seit der Saison 2010/11 unter dem Namen Albany Devils am Spielbetrieb der AHL teilnehmen. Die Umsiedlung wurde am 6. Juni 2010 offiziell von den New Jersey Devils auf ihrer Webseite bestätigt. Zudem wird die Spielstätte der Albany Devils, das Times Union Center, modernisiert.
In Albany füllen die Albany Devils die Lücke, die 2010 durch den Wegfall der Albany River Rats entstand, die unter dem Namen Charlotte Checkers in der AHL antreten.
Nach sieben Jahren in Albany wurden die Devils zur Saison 2017/18 nach Binghamton verlegt, wo sie fortan als Binghamton Devils firmieren. Grund dafür war der Abgang der Binghamton Senators nach Belleville.

## Saisonstatistik
Abkürzungen: GP = Spiele, W = Siege, L = Niederlagen, T = Unentschieden, OTL = Niederlagen nach Overtime SOL = Niederlagen nach Shootout, Pts = Punkte, GF = Erzielte Tore, GA = Gegentore, PIM = Strafminuten
| Saison  | GP  | W   | L   | OTL | SOL | Pts | GF   | GA   | Platz         | Playoffs                                                                           |
| 2010/11 | 80  | 32  | 42  | 1   | 5   | 70  | 217  | 283  | 8., East      | nicht qualifiziert                                                                 |
| 2011/12 | 76  | 31  | 34  | 6   | 5   | 73  | 190  | 226  | 5., Northeast | nicht qualifiziert                                                                 |
| 2012/13 | 76  | 31  | 32  | 1   | 12  | 75  | 193  | 225  | 4., Northeast | nicht qualifiziert                                                                 |
| 2013/14 | 76  | 40  | 23  | 5   | 8   | 93  | 220  | 193  | 2., Northeast | Niederlage im Conference-Viertelfinale, 1:3 (St. John’s)                           |
| 2014/15 | 76  | 37  | 28  | 5   | 6   | 85  | 199  | 201  | 4., Northeast | nicht qualifiziert                                                                 |
| Gesamt  | 384 | 171 | 159 | 18  | 36  | 396 | 1019 | 1128 |               | 1 Playoff-Teilnahme 1 Serie: 1 Sieg, 0 Niederlagen 4 Spiele: 1 Sieg, 3 Niederlagen |

## Vereinsrekorde

### Karriere
|                           | Name          | Anzahl |
| Meiste Spiele             | Dan Kelly     | 233    |
| Meiste Tore               | Joe Whitney   | 63     |
| Meiste Vorlagen           | Joe Whitney   | 85     |
| Meiste Punkte             | Joe Whitney   | 148    |
| Meiste Strafminuten       | Tim Sestito   | 340    |
| Meiste Siege als Torhüter | Keith Kinkaid | 62     |
| Meiste Shutouts           | Keith Kinkaid | 9      |

Stand: Saisonende 2013/14